# Erythrina lanigera
Erythrina lanigera är en ärtväxtart som beskrevs av Paul Auguste Duvigneaud och R.Majot-rochez. Erythrina lanigera ingår i släktet Erythrina och familjen ärtväxter. Inga underarter finns listade i Catalogue of Life.